# باشگاه فوتبال بویز تاون
باشگاه فوتبال بویز تاون یک باشگاه فوتبال حرفه‌ای از جامائیکا است که در جامعه ترنچ تاون در کینگستون واقع شده است. این باشگاه در حال حاضر در مسابقات قهرمانی کسافا شرکت می‌کند.
این تیم در کینگستون، جامائیکا، با زمین خانگی خود در مجموعه ورزشی کولی اسمیت درایو، که می‌تواند تا ۲۰۰۰ تماشاگر را در خود جای دهد، مستقر است.
گفته می‌شود که باب مارلی هوادار این باشگاه بود.

## تاریخچه
بویز تاون به عنوان یک پروژه مسیحی در سال ۱۹۴۰ توسط هیو شرلوک برای جوانان جامعه کینگستون ترنچ تاون تاسیس شد. آنها سه بار عنوان قهرمانی لیگ ملی را به دست آورده اند، که آخرین مورد در سال ۱۹۸۸ بود.